# 전파시험인증센터
전파시험인증센터(電波試驗認證센터)는 정보통신·방송기자재 적합성평가 및 사후관리에 관한 사무를 분장하는 국립전파연구원의 소속기관이다. 2012년 6월 1일 발족하였으며, 경기도 이천시 설성면 신암로 194에 위치하고 있다. 센터장은 서기관·기술서기관 또는 공업연구관으로 보한다.

## 연혁
- 1992년 11월 23일: 전파연구소 소속으로 이천분소 설치.[2]
- 1995년 7월 3일: 전자파내성시험업무 개시.
- 1996년 4월 3일: 전자파측정기기 교정업무 개시.
- 1997년 9월 11일: 우주전파환경 관측 및 연구 개시.
- 2005년 4월 4일: 전자파차폐성능 측정업무 개시.
- 2009년 12월 24일: 전파누리관 준공.
- 2010년 10월 27일: 방송통신기자재 인증업무 개시.
- 2011년 8월 19일: 국립전파연구원 소속으로 변경.[3]
- 2012년 6월 1일: 전파시험인증센터로 개편.[4]

## 조직

### 센터장
- 지원과[5]
- 사후관리과[5]
- 적합성인증과[5]